# A Civil Action
A Civil Action är en amerikansk dramafilm från 1998.

## Handling
Jan Schlichtmann arbetar som advokat och får i uppdrag att företräda flera familjer som fått sitt dricksvatten förorenat. Det visar sig att de lokala företagen som tros vara skyldiga till brottet är dotterbolag till två av de mäktigaste företagen i USA. Målet växer snabbt och Jan Schlichtmann riskerar plötsligt personlig konkurs vid en förlust.

## Om filmen
A Civil Action regisserades av Steven Zaillian, som även skrivit filmens manus, vilket i sin tur är baserat på Jonathan Harrs roman Målet från 1995. Både roman och film är baserade på verkliga händelser.
Robert Duvall hyllades för sin insats i birollen som Jerome Facher och belönades med en Screen Actors Guild Awards och nominerades även till både en Oscar och en Golden Globe.
Även Conrad L. Halls foto nominerades till en Oscar på Oscarsgalan 1999.

## Rollista (urval)
- John Travolta - Jan Schlichtmann
- Robert Duvall - Jerome Facher
- Tony Shalhoub - Kevin Conway
- William H. Macy - James Gordon
- Željko Ivanek - Bill Crowley
- Bruce Norris - William Cheeseman
- John Lithgow - Walter J. Skinner, domare
- Kathleen Quinlan - Anne Anderson
- Peter Jacobson - Neil Jacobs
- Mary Mara - Kathy Boyer
- James Gandolfini - Al Love
- Stephen Fry - Pinder
- Dan Hedaya - John Riley